# Stewart Downing
Stewart Downing, né le 22 juillet 1984 à Middlesbrough, est un footballeur international anglais qui évolue au poste de milieu de terrain.

## Biographie

### Jeunesse
Stuart Downing est né à Middlesbrough, dans le North Yorkshire. Il intègre rapidement l'académie de Middlesbrough FC où il passe par toutes les catégories jeunes du club.

### Débuts de carrière (2001-2003)
En avril 2002, il joue son premier match en faveur de Middlesbrough  lors d'une rencontre face à Ipswich Town. Il inscrit son premier but lors d'un match de Coupe de la Ligue anglaise contre Brentford. Néanmoins, il ne bénéficie pas assez de temps de jeu, étant titularisé à trois reprises au cours de sa première saison professionnelle. La saison suivante , il peine à se faire une place dans l'effectif du club et ne joue titulaire que trois malgré des performances convaincantes. La bonne forme de Boudewijn Zenden  sur l'aile gauche du milieu du terrain limite ses chances de s'intégrer en équipe première.
Il est envoyé en prêt à Sunderland en 2003 afin d'acquérir plus d'expérience. Il ne tarde pas à montrer son talent en inscrivant trois buts en sept matches. Son haut niveau de forme est remarqué par son club qui le rappelle à la suite de son passage réussi chez les Black Cats.

### Retour à Middlesbrough (2004-2005)
La saison 2004-2005 voit Downing prendre part à quarante-neuf matches, où il marque six buts et fournit de nombreuses passes décisives. En novembre 2004, pendant un match de Coupe UEFA contre la Lazio, il débute titulaire avec Zenden au milieu de terrain. Malgré un doublé du néerlandais qui donne la victoire 2-0 aux siens, Downing se fait remarquer sur l'aile gauche et reçoit de nombreux éloges à la suite de ce match. Ses performances lors de cette saison tapent dans l'œil de Sven-Göran Eriksson qui le sélectionne en équipe d'Angleterre en février 2005 lors d'un match amical contre les Pays-Bas à Villa Park. 

#### Entre les blessures et les bonnes performances (2005-2009)
Downing débute mal sa saison 2005-2006 en se blessant gravement au genou en décembre 2005. Sa blessure l'éloigne des terrains cinq mois. Lors de son retour, il joue un rôle clef dans le parcours du club en 2005-2006. En demi-finale retour de la compétition, face au club roumain de Steaua Bucarest, il porte les siens jusqu'en finale en délivrant trois passes décisives. Le 10 mai 2006, en finale de la Coupe UEFA, le Boro se fait lourdement écraser 4-0 par les andalous du FC Séville. Malgré une saison difficile, Downing fait partie de l'effectif retenu pour disputer la Coupe du monde 2006. 
Lors de la saison 2006-2007, Downing participe à 34 matches de championnat et inscrit deux buts. Il devient un rouage important du jeu de Middlesbrough au milieu de terrain et réalise onze passes décisives, dont sept en championnat. Le club du North Yorshire ne prend pas part à une compétition européenne malgré son honorable parcours en Coupe UEFA la saison précédente.
La saison 2007-2008 est sans doute la plus aboutie de Downing avec son club formateur. Le milieu anglais est prolifique en championnat avec neuf buts à son compteur et contribue beaucoup au maintien de Middlesbrough en première division. Le 26 février 2008, Downing signe un nouveau contrat de cinq ans, qui le lie au club de Middlesbrough jusqu'en 2013. En mai 2008, le départ de Mark Schwarzer fait de lui l'un des plus anciens joueurs du club, derrière le gardien Brad Jones.
Le début de saison 2008-2009 du Boro est canonique. En effet, Middlesbrough se hisse jusqu'à la huitième place du championnat. Néanmoins, un début de série de matches sans victoire à partir de novembre 2008 stoppe l'élan du club et Middlesbrough se retrouve rapidement en zone de relégation. Le 5 janvier 2009, Downing remet à ses dirigeants une demande de transfert afin de quitter mais la demande est annulée le jour même par le club. En mai 2009, pendant l'avant-dernier match de la saison, contre Aston Villa, il subit une lourde blessure au pied à la suite d'un tacle de Stiliyan Petrov, qui nécessite une opération et le prive des terrains quatre mois. Après avoir passé la seconde moitié de la saison au bas du tableau, Middlesbrough est relégué à la suite de sa défaite 2-1 contre West Ham. Downing, qui débute tous les matches, excepté le dernier, comme titulaire, n'inscrit aucun buts en championnat. Il finit sa saison avec un maigre ratio de deux buts marqués contre West Ham en FA Cup.

### Aston Villa (2009-2011)
À la suite de la relégation de Middlesbrough, Downing signe un contrat de quatre ans avec Aston Villa, devenant ainsi la première signature de Martin O'Neill de l'été 2009 pour un montant de 10 millions de livres sterling. En novembre, il reprend entrainement avec sa nouvelle équipe après sa blessure de la saison passée. Downing fait ses débuts en rentrant en seconde période d'une rencontre contre Burnley. Le 1er décembre, le milieu marque son premier but pour Villa en Coupe de la Ligue. Downing est replacé sur le côté gauche du milieu de terrain, James Milner passant au centre. En décembre, il participe à la première victoire de Villa sur Manchester United depuis 1983 à Old Trafford. Il devient un élément important de l'effectif du club.

#### Confirmation avec Villa (2010-2011)
Sa seconde et dernière saison chez les Villans est prolifique pour le milieu anglais. Le 14 août 2010, il marque le premier but de la saison 2010-2011 de championnat face à West Ham. En Coupe de la Ligue, il marque le but de la victoire en prolongation contre Burnley. Le mois de novembre s'avère réussie pour Downing qui trouve le chemin des filets à deux reprises. Lors du dernier match de la saison, il inscrit son 8e but de la saison contre Liverpool. L'ailier finit sa saison avec 8 buts en 44 matches.

### Liverpool (2011-2013)

#### Difficultés à s'imposer
En juillet 2011, Downing est transféré à Liverpool, qui avait tout le long de la saison éprouvée de l’intérêt pour le joueur.
Le 13 août 2011, il fait ses débuts dans le premier match de Liverpool de la saison 2011-2012, qui se solde par un nul contre Sunderland (1-1). En janvier 2012, Downing marque son premier but pour Liverpool en FA Cup. Sa première saison avec les Reds est difficile pour l'anglais qui peine à s'imposer.
Downing débute mieux la saison 2012-2013 en inscrivant le but vainqueur en Ligue Europa contre Gomel. En août 2012, il est repositionné comme arrière gauche, poste inédit pour le milieu de terrain. Il se montre de nouveau décisif en Ligue Europa contre Anzhi Makhachkala à Anfield. En décembre, il marque son premier but en championnat pour Liverpool. Ce but est libérateur pour Downing qui enchaîne les bonnes performances. Le 2 mars, il ouvre le score contre Wigan à la suite d'un une-deux avec Coutinho (4-0). Il égalise face à Tottenham, lors d'une victoire 3-2 à domicile pour Liverpool. Il signe ici son dernier but pour les Reds. Downing marque à sept reprises en 44 matches.

### West Ham (2013-2015)
Il quitte Liverpool pour rejoindre West Ham pour 4 ans contre 6 millions d'euros où il retrouve Andy Carroll.

### Middlesbrough (2015-2019)
Le 16 juillet 2015, il rejoint Middlesbrough.

### Blackburn (2019-2021)
Le 21 juin 2019, il rejoint Blackburn Rovers.

## Statistiques
| Saison                | Club                  | Championnat           | Championnat | Championnat | Championnat | Coupe nationale | Coupe nationale | Coupe nationale | Coupe de la Ligue | Coupe de la Ligue | Coupe de la Ligue | Compétition(s) continentale(s) | Compétition(s) continentale(s) | Compétition(s) continentale(s) | Compétition(s) continentale(s) | Angleterre | Angleterre | Angleterre | Total | Total | Total |
| Saison                | Club                  | Division              | M.          | B.          | P.d.        | M.              | B.              | P.d.            | M.                | B.                | P.d.              | Comp.                          | M.                             | B.                             | P.d.                           | M.         | B.         | P.d.       | M.    | B.    | P.d.  |
| 2001-2002             | Middlesbrough         | Premier League        | 3           | 0           | 0           | -               | -               | -               | -                 | -                 | -                 | -                              | -                              | -                              | -                              | -          | -          | -          | 3     | 0     | 0     |
| 2002-2003             | Middlesbrough         | Premier League        | 2           | 0           | 0           | -               | -               | -               | 1                 | 1                 | 0                 | -                              | -                              | -                              | -                              | -          | -          | -          | 3     | 1     | 0     |
| août 2003             | Middlesbrough         | Premier League        | 2           | 0           | 0           | -               | -               | -               | 1                 | 0                 | 0                 | -                              | -                              | -                              | -                              | -          | -          | -          | 3     | 0     | 0     |
| déc 2003-2004         | Middlesbrough         | Premier League        | 18          | 0           | 1           | 2               | 0               | 0               | 1                 | 0                 | 0                 | -                              | -                              | -                              | -                              | -          | -          | -          | 21    | 0     | 1     |
| 2004-2005             | Middlesbrough         | Premier League        | 35          | 5           | 11          | 2               | 0               | 0               | 2                 | 0                 | 0                 | C3                             | 9                              | 1                              | 1                              | 1          | 0          | 0          | 49    | 6     | 12    |
| 2005-2006             | Middlesbrough         | Premier League        | 12          | 1           | 4           | 5               | 0               | 0               | -                 | -                 | -                 | C3                             | 9                              | 0                              | 4                              | 4          | 0          | 0          | 30    | 1     | 8     |
| 2006-2007             | Middlesbrough         | Premier League        | 34          | 2           | 8           | 8               | 0               | 2               | -                 | -                 | -                 | -                              | -                              | -                              | -                              | 9          | 0          | 0          | 51    | 2     | 10    |
| 2007-2008             | Middlesbrough         | Premier League        | 38          | 9           | 5           | 5               | 1               | 0               | 2                 | 0                 | 1                 | -                              | -                              | -                              | -                              | 4          | 0          | 1          | 49    | 10    | 7     |
| 2008-2009             | Middlesbrough         | Premier League        | 37          | 0           | 4           | 5               | 2               | 3               | 1                 | 0                 | 1                 | -                              | -                              | -                              | -                              | 5          | 0          | 2          | 48    | 2     | 10    |
| Sous-total            | Sous-total            | Sous-total            | 181         | 17          | 33          | 27              | 3               | 5               | 8                 | 1                 | 2                 | -                              | 18                             | 1                              | 5                              | 23         | 0          | 3          | 257   | 22    | 48    |
| nov 2003-déc 2003     | Sunderland (prêt)     | Championship          | 7           | 3           | 1           | -               | -               | -               | -                 | -                 | -                 | -                              | -                              | -                              | -                              | -          | -          | -          | 7     | 3     | 1     |
| Sous-total            | Sous-total            | Sous-total            | 7           | 3           | 1           | -               | -               | -               | -                 | -                 | -                 | -                              | -                              | -                              | -                              | -          | -          | -          | 7     | 3     | 1     |
| 2009-2010             | Aston Villa           | Premier League        | 25          | 2           | 1           | 6               | 0               | 4               | 4                 | 1                 | 1                 | -                              | -                              | -                              | -                              | -          | -          | -          | 35    | 3     | 6     |
| 2010-2011             | Aston Villa           | Premier League        | 38          | 7           | 7           | 3               | 0               | 0               | 2                 | 1                 | 0                 | C3                             | 1                              | 0                              | 0                              | 4          | 0          | 1          | 48    | 8     | 8     |
| Sous-total            | Sous-total            | Sous-total            | 63          | 9           | 8           | 9               | 0               | 4               | 6                 | 2                 | 1                 | -                              | 1                              | 0                              | 0                              | 4          | 0          | 1          | 83    | 11    | 14    |
| 2011-2012             | Liverpool FC          | Premier League        | 36          | 0           | 2           | 6               | 2               | 2               | 4                 | 0                 | 0                 | -                              | -                              | -                              | -                              | 7          | 0          | 3          | 53    | 2     | 7     |
| 2012-2013             | Liverpool FC          | Premier League        | 29          | 3           | 4           | 2               | 0               | 0               | 2                 | 0                 | 0                 | C3                             | 12                             | 2                              | 2                              | -          | -          | -          | 45    | 5     | 6     |
| Sous-total            | Sous-total            | Sous-total            | 65          | 3           | 6           | 8               | 2               | 2               | 6                 | 0                 | 0                 | -                              | 12                             | 2                              | 2                              | 7          | 0          | 3          | 98    | 7     | 13    |
| 2013-2014             | West Ham United       | Premier League        | 32          | 1           | 2           | 1               | 0               | 0               | 4                 | 0                 | 1                 | -                              | -                              | -                              | -                              | -          | -          | -          | 37    | 1     | 3     |
| 2014-2015             | West Ham United       | Premier League        | 36          | 6           | 7           | 1               | 0               | 0               | -                 | -                 | -                 | -                              | -                              | -                              | -                              | 1          | 0          | 0          | 38    | 6     | 7     |
| Sous-total            | Sous-total            | Sous-total            | 68          | 7           | 9           | 2               | 0               | 0               | 4                 | 0                 | 1                 | -                              | -                              | -                              | -                              | 1          | 0          | 0          | 75    | 7     | 10    |
| 2015-2016             | Middlesbrough         | Championship          | 40          | 3           | 5           | -               | -               | -               | 4                 | 0                 | 1                 | -                              | -                              | -                              | -                              | -          | -          | -          | 44    | 3     | 6     |
| Sous-total            | Sous-total            | Sous-total            | 40          | 3           | 5           | -               | -               | -               | 4                 | 0                 | 1                 | -                              | -                              | -                              | -                              | -          | -          | -          | 44    | 3     | 6     |
| Total sur la carrière | Total sur la carrière | Total sur la carrière | 424         | 42          | 62          | 46              | 5               | 14              | 28                | 3                 | 5                 | -                              | 31                             | 3                              | 7                              | 35         | 0          | 7          | 564   | 53    | 95    |

## Palmarès
- Middlesbrough FC
  - Finaliste de la Coupe UEFA en 2006
  - Vice-champion d'Angleterre de D2 en 2016.
- Aston Villa
  - Finaliste de la Coupe de la Ligue anglaise en 2010.
- Liverpool FC
  - Vainqueur de la Coupe de la Ligue anglaise en 2012
  - Finaliste de la Coupe d'Angleterre en 2012.